# محطة مترو الأنفاق فريدريش إيبرت
محطة مترو الأنفاق فريدريش إيبرت (بالألمانية: U-Bahnhof Friedrich-Ebert-Platz) هي محطة مترو أنفاق نورمبرغ، وافتتحت في 10 ديسمبر 2011. وتقع على بعد 553 متر من محطة كولباخبلاتز يو باهن، وعلى بعد 534 متر من محطة مترو أنفاق كلينيكوم نورد، وتخدم خط U3. وتُستخدم المحطة من قبل حوالي 13.200 راكب كل يوم.
سُميت الساحة في بوشر ستراك في عام 1954 تيمنا بأول رئيس لجمهورية فايمار ورئيس الحزب الديمقراطي الاجتماعي فريدريش إيبرت.